# Neijiang

Lage Neijiangs in Sichuan

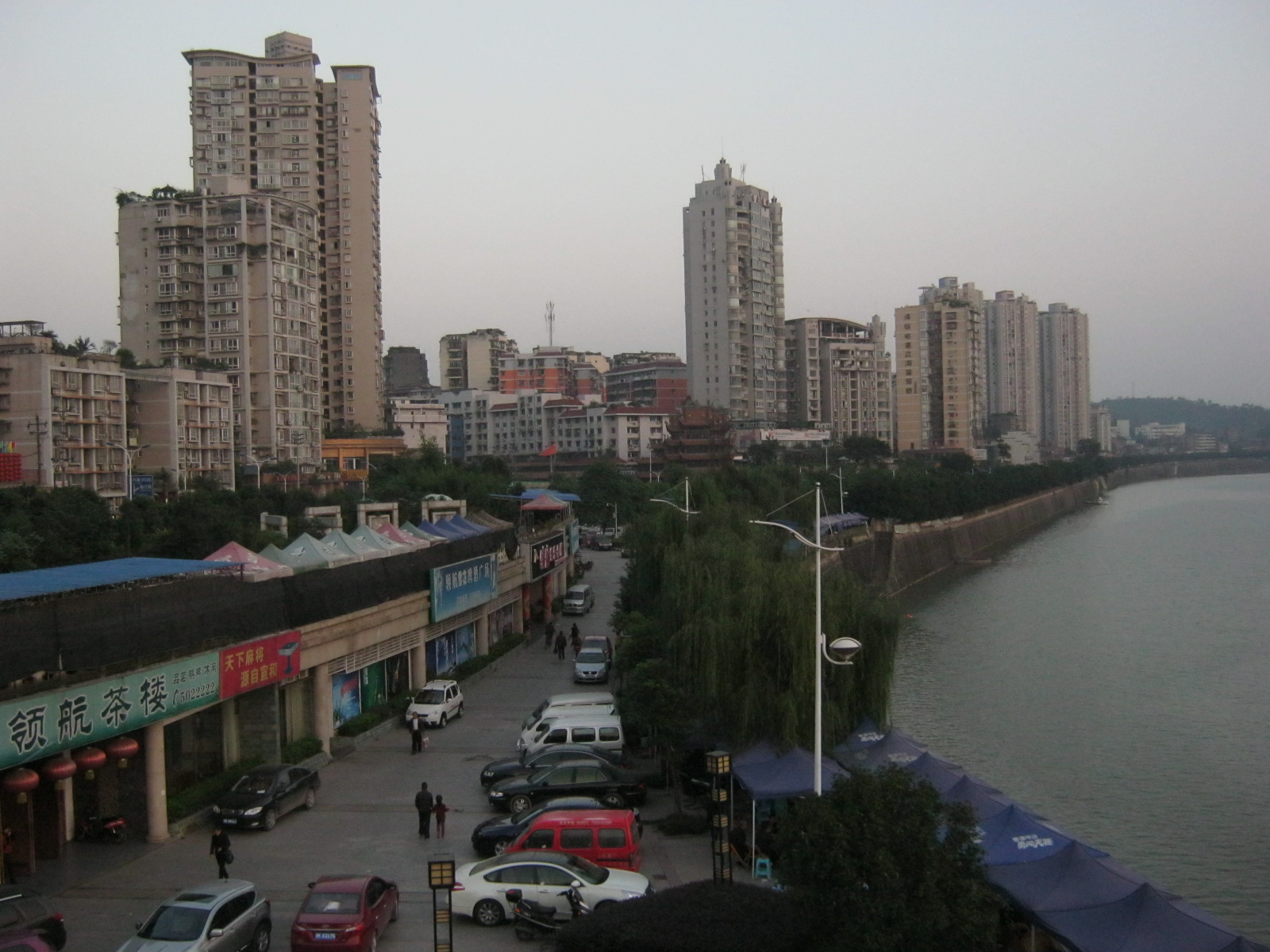
Neijiang (2012)

Neijiang (chinesisch 内江市, Pinyin Nèijiāng Shì) ist eine bezirksfreie Stadt im Südosten der südwestchinesischen Provinz Sichuan. Neijiang grenzt im Süden an die Städte Luzhou und Zigong, im Westen an die Stadt Meishan, im Norden an die Stadt Ziyang und im Osten an die regierungsunmittelbare Stadt Chongqing. Durch die Stadt fließt der Tuo Jiang. Das Verwaltungsgebiet Neijiangs hat eine Fläche von 5.385 km² und 3.140.678 Einwohner (Stand: Zensus 2020). Beim Zensus im Jahre 2000 waren noch 4.160.305 Einwohner gezählt worden.

## Administrative Gliederung
Auf Kreisebene setzt sich Neijiang aus zwei Stadtbezirken, einer kreisfreien Stadt und zwei Kreisen zusammen. Diese sind:
- Stadtbezirk Shizhong (市中区 = „Stadtmitte“), 359 km², 425.020 Einwohner, Zentrum, Sitz der Stadtregierung;
- Stadtbezirk Dongxing (东兴区), 1.181 km², 754.120 Einwohner;
- Kreis Weiyuan (威远县), 1.289 km², 547.059 Einwohner, Hauptort: Großgemeinde Yanling (严陵镇);
- Kreis Zizhong (资中县), 1.736 km², 845.579 Einwohner, Hauptort: Großgemeinde Chonglong (重龙镇);
- Kreisfreie Stadt Longchang (隆昌市), 794 km², 568.900 Einwohner.

## Geschichte
Ursprünglich hieß Neijiang („innerer Fluss“) Zhongjiang (中江 = „mittlerer Fluss“). Im Jahre 1950 wurde der Bezirk Neijiang (内江专区) eingerichtet und dem Verwaltungsgebiet Süd-Sichuan unterstellt. 1951 wurde das städtische Gebiet aus dem Kreis Neijiang (内江县) herausgelöst und darauf die kreisfreie Stadt Neijiang (内江市) gegründet. 1970 wurde der Bezirk Neijiang in den Regierungsbezirk Neijiang (内江地区) umgewandelt. 1985 beschloss der Staatsrat der VR China, den Regierungsbezirk Neijiang und die kreisfreie Stadt Neijiang aufzulösen, auf dem Verwaltungsgebiet des ehemaligen Regierungsbezirks die neue, bezirksfreie Stadt Neijiang und auf dem Verwaltungsgebiet der ehemaligen kreisfreien Stadt den Stadtbezirk Shizhong zu errichten. 1989 wurde schließlich auch der Kreis Neijiang aufgelöst und in den Stadtbezirk Dongxing umgewandelt. Am 26. Februar 1998 beschloss der Staatsrat aus dem Verwaltungsgebiet der bezirksfreien Stadt Neijiang die Kreise Anyue (安岳县) und Lezhi (乐至县) sowie die kreisfreien Städte Ziyang (资阳市) und Jianyang (简阳市) herauszulösen und auf diesem Gebiet den Regierungsbezirk Ziyang (资阳地区) zu gründen.
Neijiang ist auch als „Zuckerstadt“ bekannt, da dort früher viel Zuckerrohr angebaut wurde.

## Söhne und Töchter der Stadt
- Zhang Daqian (1899–1983), Maler
- Wu Dan (* 1968), Volleyballspielerin
- Tang Lin (* 1976), Judoka
- Qiu Bo (* 1993), Wasserspringer